# 茆智
茆智（1932年9月20日—2023年1月13日），江苏南京人，中国节水灌溉工程专家，现任武汉大学水利水电学院教授。1953年7月毕业于华东水利学院。2003年当选中国工程院院士。